# Lineopalpa albistriga
Lineopalpa albistriga är en fjärilsart som beskrevs av Louis Beethoven Prout 1922. Lineopalpa albistriga ingår i släktet Lineopalpa och familjen nattflyn. Inga underarter finns listade i Catalogue of Life.